# Вевчански извори
Вевчанските извори за природна забележителност край стружкото село Вевчани, Северна Македония.
Изворите са разположени на източните склонове на планината Ябланица, на надморска височина от 900 метра. Основният извор се намира в отвор на пещера. На десетина метра по-долу има няколко постоянни извора, които подземно са свързани с основния извор. Капацитетът на вевчанските извори през дъждовния сезон на годината е около 1500 литра в секунда.
В 2012 година са обявени за държавна защитена природна забележителност.